# 198 v. Chr.
Portal Geschichte | Portal Biografien | Aktuelle Ereignisse | Jahreskalender | Tagesartikel

◄ |
3. Jahrhundert v. Chr. |
2. Jahrhundert v. Chr. |
1. Jahrhundert v. Chr. |
►

◄ | 210er v. Chr. | 200er v. Chr. | 190er v. Chr. | 180er v. Chr. |
170er v. Chr. |
►

◄◄ | ◄ | 201 v. Chr. | 200 v. Chr. | 199 v. Chr. | 198 v. Chr. |
197 v. Chr. |
196 v. Chr. |
195 v. Chr. |
► |
►►
Staatsoberhäupter

## Ereignisse

### Seleukiden / Ptolemäer

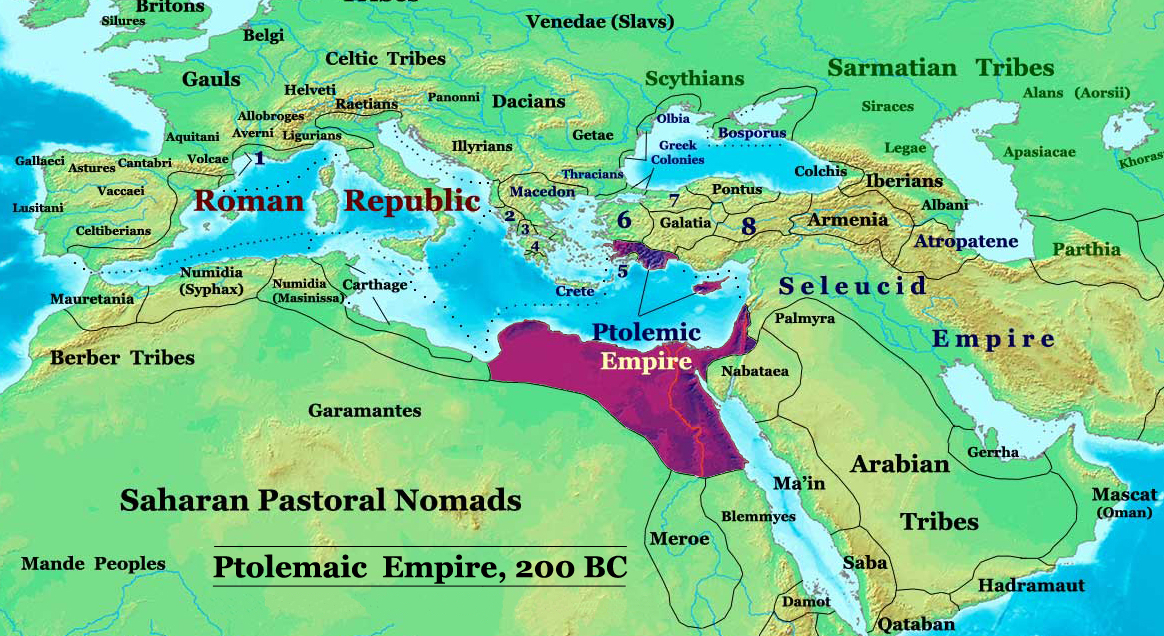
Reiche der Ptolemaier und Seleukiden vor dem Friedensschluss

- Fünfter Syrischer Krieg: Antiochos III. siegt an den Quellen des Jordan und beendet so die Herrschaft der Ptolemäer über Palästina.

### Römisches Reich / Makedonien
- Zweiter Makedonisch-Römischer Krieg: Der Achaiische Bund wechselt vom Verbündeten Makedoniens zum Verbündeten Roms.

## Gestorben
- Skopas, griechischer Feldherr